# Bosco di Gallopane
Bosco di Gallopane este o arie protejată (arie specială de conservare — SAC, sit de importanță comunitară — SCI) din Italia întinsă pe o suprafață de 178 ha, integral pe uscat.

## Localizare
Centrul sitului Bosco di Gallopane este situat la coordonatele 39°24′40″N 16°34′18″E / 39.411111°N 16.571667°E.

## Înființare
Situl Bosco di Gallopane a fost declarat sit de importanță comunitară în septembrie 1995 pentru a proteja 5 specii de animale. Situl a fost protejat și ca arie specială de conservare în aprilie 2016.

## Biodiversitate
Situată în ecoregiunea mediteraneană, aria protejată conține 3 habitate naturale: Păduri aluvionare cu Alnus glutinosa și Fraxinus excelsior (Alno-Padion, Alnion incanae, Salicion albae), Păduri de pin (sub-) mediteraneene cu pini negri endemici, Păduri de fag din Apenini cu Taxus și Ilex.
La baza desemnării sitului se află mai multe specii protejate:
- păsări (1): ciocârlie de pădure (Lullula arborea)
- mamifere (2): liliac cârn (Barbastella barbastellus), lupul (Canis lupus)
- nevertebrate (2): Cordulegaster trinacriae, Cucujus cinnaberinus

Pe lângă speciile protejate, pe teritoriul sitului au mai fost identificate 9 specii de plante, 5 specii de amfibieni, 4 specii de mamifere, 4 specii de nevertebrate.